# Entlebuški planšarski pes
Entlebuški planšarski pes je najmanjši med švicarskimi planšarski psi. Ime je dobil po reki Entlen, ki teče po švicarskem kantonu Luzern, kjer so pasmo tudi vzredili. Sprva so ga uporabljali kot pastirskega psa in za vleko vozičkov z mlekom in sirom, danes pa je tudi priljubljen krotek družinski pes in velik prijatelj otrok.

## Videz
Je zelo podoben appenzelskemu planšarskemu psu, od katerega se razlikuje po kratkem repu in manjši rasti. Ima kratko in trdo dlako enakih barv, kot so dovoljene appenzelskemu psu. Rep je že od rojstva zakrnel in ne presega dolžine 10 do 15 cm.

## Zgodovina
Tako kot drugi švicarski planšarski psi je tudi entlebuški pes gotovo potomec antičnih rimskih molosov. V preteklosti mu je že grozilo, da bo izumrl, a so ga leta 1913 ponovno odkrili in začeli vzrejati.

## Značaj
Entlebuški planšarski pes je blage in ljubeznive narave, vedno pripravljen ustreči. Je poslušen in izvrsten čuvaj, ni napadalen in ne grize, vendar je pozoren in čuječ ter z glasnim laježem napove prihod vsakega neznanca.

## Nega
Dlako moramo vsak teden dobro skrtačiti.

## Življenjsko okolje
Prilagodi se vsakemu okolju, vendar je priporočljivo, da ima na voljo dovolj velik vrt.